# Фаукальный взрыв
Фаукальный взрыв (от лат. faux/fauces, faucalis — глотка, глоточный) — взрывной звук, образуемый в зеве, характерный для такого образования. Возникает в положении неносового взрывного согласного перед носовым того же места образования, в результате замены ртового взрыва (например, б, д, п) зевным вследствие опускания нёбной занавески при переходе от смычного к носовому; смычный при этом характеризуется некоторой имплозивностью (сомкнутостью). Например, ротный, годный, нэпман, тщетный, обман, пригодный, потный и т. д.